# Life's About to Get Good
Life's About to Get Good è un singolo della cantautrice canadese Shania Twain, pubblicato nel 2017 ed estratto dal suo quinto album in studio Now.

## Tracce
- Download digitale

1. Life's About to Get Good – 3:40

## Video
Il videoclip della canzone è stato diretto da Matthew Cullen e girato in Repubblica Dominicana. Esso è uscito il 26 luglio 2017.